# إبراهيم بن تاشفين
أبو إسحاق إبراهيم بن تاشفين بن علي (المولود في 525هـ/1131م) الأمير السابع لدولة المرابطين، وخلفًا لأبيه تاشفين بن علي.

## حياته
كان أول ذكر لإبراهيم بن تاشفين، هو ذكر قدومه بعسكر الأندلس التي كان يدرس فيها في قرطبة، لما طلب أبوه الأمداد لمواجهة جيش الموحدين في المغرب، فوصل تلمسان أواخر 538هـ/1144م. حينئذ، ولّاه أبوه عهده. لكن لما ساءت الأمور في مواجهة الموحدين، أرسل تاشفين بن علي ابنه إبراهيم إلى مراكش في شعبان 539هـ/يناير 1145م. ما هو إلا شهر حتى مات أبوه تاشفين في وهران، فأصبح إبراهيم أميرًا على المرابطين.
لم تحظ إمارة إبراهيم بقبول عمه إسحاق بن علي الذي خرج على ابن أخيه الذي تولّى وهو ابن أربعة عشر سنة، ودعا لنفسه بالإمارة، وتم قتله بعد أن اقتتل الفريقين في مراكش في الوقت الذي كان فيه جيش عبد المؤمن بن علي زعيم الموحدين يقترب من فاس، وجلس إسحاق محل ابن أخيه.